# Nombre premier de Wieferich
En mathématiques, un nombre premier de Wieferich est un nombre premier p tel que p2 divise 2p–1 – 1 (d'après le petit théorème de Fermat, tout nombre premier p > 2 divise, entre autres, 2p–1 – 1). Les nombres premiers de Wieferich furent décrits en premier par Arthur Wieferich en 1909 dans ses travaux relatifs au dernier théorème de Fermat.

## La recherche des nombres premiers de Wieferich
Les seuls nombres premiers de Wieferich connus sont 1093 et 3511 (suite A001220 de l'OEIS), découverts par Waldemar Meissner en 1913 et N. G. W. H. Beeger (en) en 1922, respectivement ; si d'autres existent, ils doivent être supérieurs à 1,47 × 1017 (meilleur résultat connu en 2014),. On ignore si l'ensemble des nombres premiers de Wieferich est fini ou infini. Joseph H. Silverman a seulement pu démontrer, en 1988, que si la conjecture abc est vraie, alors pour tout entier a > 1, il existe une infinité de nombres premiers p tel que p2 ne divise pas ap–1 – 1 (et donc qu'il existe une infinité de nombres premiers qui ne sont pas de Wieferich).

## Propriétés des nombres premiers de Wieferich
On sait qu'un facteur premier p d'un nombre de Mersenne Mq = 2q – 1 ne peut être premier de Wieferich que si p2 divise Mq ; on en déduit immédiatement qu'aucun nombre de Mersenne premier n'est premier de Wieferich.
Aussi, si p est un nombre premier de Wieferich, alors {\displaystyle 2^{p^{2}}\equiv 2\,\mod p^{2}\,}.

## Les nombres premiers de Wieferich et le dernier théorème de Fermat
Le théorème suivant connectant les nombres premiers de Wieferich et le dernier théorème de Fermat fut prouvé par Wieferich en 1909 :
Soit p un nombre premier, et soient x, y, z des entiers tels que xp + yp + zp = 0 et que p ne divise pas le produit xyz. Alors p est un nombre premier de Wieferich.
En 1910, Mirimanoff put étendre le théorème en montrant que, si les hypothèses du théorème sont vraies pour un certain nombre premier p, alors p2 doit aussi diviser 3p–1-1.